# Lisleby FK
Lisleby FK är en sportklubb i Lisleby, Norge som startades den 8 maj 1920. Fotbollslaget spelar i gult med gröna vertikalt randiga tröjor, och gröna byxor. Medlemstallet (handbollssektionen medräknat) ligger på omkring 600.

## Historik
Klubben bildades som en ren fotbollsklubb, men 1922 togs friidrott upp och klubben har senare även bedrivit; boxning, brottning, skridskosport och handboll. Brottarna fanns med fram till 1927, och boxarna bröt sig ur 1935. Skridskosektionen startades 1924, och handbollsektionen den under ett möte den 12 december 1946.
Seniorlagen i handboll och fotboll har, trots att Lisleby är en mindre ort, spelat i Norges högsta division. A-laget i fotboll har också nått semifinal i norska cupmästerskapet, och klubben har fostrat landslagsspelare i både fotboll för herrar och handboll för damer.
Efter att klubben åkt ner från division 4, den andra degraderingen på lika många år, anställde klubben inför 2011 års säsong den svenska fotbollstränaren Marcus Walfridson som lyckades få både A- och B-lagen att nå toppen i respektive serie.

### Fotnoter
1. ↑  Ole Petter Pedersen (14 februari 2009). ”Lisleby Fotballklubb”. Store norske leksikon. https://snl.no/Lisleby_Fotballklubb. Läst 29 september 2017.